# Challis (cráter)

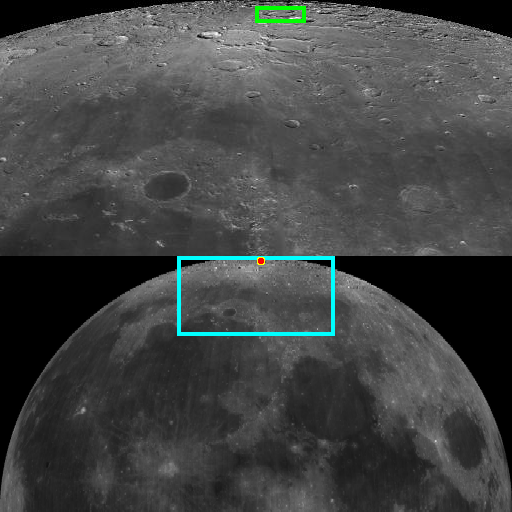
Localización de Challis en el globo lunar

Challis es un cráter de impacto que se encuentra en las regiones del norte de la cara visible de la Luna, lo suficientemente cerca de la extremidad para aparecer con un escorzo considerable cuando se obseva desde la Tierra. Está solapado al cráter Main a través de una rotura en el borde norte, y está cerca de Scoresby a lo largo del lado sureste.
El borde de este cráter ha sido dañado y erosionado por una historia de impactos, con la parte más intacta situada a lo largo de la mitad del sudeste. Un pequeño cráter se encuentra al otro lado de la ribera sur, y el borde restante es irregular y con muescas. El suelo interior de Challis y de Main, común a ambos, experimentó una segunda formación, por lo que se presenta relativamente nivelado. Esta superficie está marcada por numerosos pequeños cráteres.

## Cráteres satélite
Por convención estos elementos son identificados en los mapas lunares poniendo la letra en el lado del punto medio del cráter que está más cerca de Challis.
|         | \| Challis \| Coordenadas \| Diámetro \| \| ------- \| -------------------------- \| -------- \| \| A \| 77°12′N 2°18′E / 77.2, 2.3 \| 32 km \| |          |
| Challis | Coordenadas | Diámetro |
| A       | 77°12′N 2°18′E / 77.2, 2.3 | 32 km    |